# Băleasa, Olt
Băleasa este un sat în comuna Găvănești din județul Olt, Oltenia, România. Codul poștal al localității este 237006.
 Acest articol despre o localitate din județul Olt este deocamdată un ciot. Puteți ajuta Wikipedia prin completarea lui.

Sat de o frumusețe rară cu păduri verzi de foioase, străbătut de râul Cungrea și cu celebrul copac,Tecul de la Ionicesti.